# Cultura Paracas
La cultura Paracas va tenir lloc entre el 800 aC i el 100 aC a la península homònima del Perú, que significa "pluja de sorra", pels forts vents de la regió. Destaca per la qualitat dels seus tèxtils i ceràmica. Com altres pobles precolombins, practicaven la deformació craniana artificial, tal com s'observa a les restes humanes conservades, algunes en excel·lent estat perquè provenen de mòmies. La momificació ritual es duia a terme gràcies a la sequedat del clima. Es col·locava el cadàver sota una pila de mantes brodades luxosament. Les imatges d'aquestes mantes tenen relació amb el viatge de l'ànima després de la mort.